# Spálov
Spálov (niem. Sponau) – miasteczko w Czechach, w powiecie Nowy Jiczyn, w kraju morawsko-śląskim. Według danych z dnia 1 stycznia 2012 liczyło 900 mieszkańców.
Status miasteczka Spálov odzyskał w 2006 roku.